# Leidenfrost Pál
Vitéz Barsi Leidenfrost Pál (Garamlök, 1889. június 5. – Sátoraljaújhely, 1946.) magyar festőművész.

## Élete
A Leidenfrost család 1896-ban szerzett nemességet Gyula földbirtokos által. A család 1897-ben kapott barsi előnevet. Szülei Leidenfrost László (1859-1909) országgyűlési képviselő és Schmitt Mária (1868-1902) voltak. Felesége Barthos Vilma volt.
Az első világháborúban a császári és királyi 12. ulánusezred tartalékos főhadnagya volt, s kedvezőtlen parancsnoki vélemény miatt nem lett aranysarkantyús vitéz. Arany vitézségi érmet, az ezüst vitézségi érem II. osztálya, Károly-csapatkeresztet és a sebesültek érme kitüntetést is megkapta.
1923-ig a vallás és közoktatási minisztérium tisztviselője, majd mint minisztériumi osztálytanácsos nyugdíjba vonult. Ezt követően kezdett festeni. A Nemzeti Szalon csoportos tárlatain szerepelt 1926-ban és 1928-ban, illetve 1934-ben Esztergomban a vármegyei kiállításon. 1928-tól Esztergomban társas trafikvezető volt. 1934-től a Frontharcos Szövetség esztergomi helyi csoportjának társelnöke, illetve Esztergom evangélikus egyházközségi felügyelő volt. 1938-tól a Baross Szövetség dohányárus csoportjának esztergomi körzeti elnöke.
A sátoraljaújhelyi köztemetőben a szigethi Barthos család sírboltjában nyugszik.

## Művei
- 1927 Jegenyesor, Szépművészeti Múzeum[9]